# Can Bartu
Can Bartu, in alcune fonti citato come Can Bartù (Istanbul, 30 gennaio 1936 – Istanbul, 11 aprile 2019), è stato un cestista e calciatore turco, di ruolo centrocampista.

## Carriera

### Giocatore

#### Pallacanestro
Iniziò giocando a pallacanestro nel Fenerbahçe, arrivando a disputare sei gare con la nazionale turca. Fu notato dal tecnico della sezione calcio Fikret Arıcan, che gli propose di diventare calciatore. Il 25 gennaio 1957 Bartu giocò due incontri delle rispettive sezioni sportive, mettendo a segno 2 reti e 2 assist per il Fenerbahçe Calcio e la sera, con la squadra di pallacanestro, realizzò dieci punti che consentirono alla squadra di Istanbul di vincere 44-43.

#### Calcio

##### Club
A metà degli anni cinquanta Bartu smise con la pallacanestro e giocò per il Fenerbahçe, con il quale disputò cinque campionati, divenendo per due annate capitano della squadra ed il decimo marcatore nella storia della società turca.
Nel 1961 Bartu si trasferì alla Fiorentina, con la quale perse in due partite contro l'Atlético Madrid la finale della Coppa delle Coppe 1961-1962. L'anno seguente fu acquistato dal Venezia, e nel 1964, dopo un breve ritorno in viola, si trasferì alla Lazio, con la quale giocò tre anni, soprannominato "Signor" oppure "Barone" per la tecnica, la gentilezza sul campo e fuori, per l'abbigliamento elegante.
Bartu tornò in Turchia nel 1967 e giocò nel Fenerbahçe, sua ex squadra, altri tre anni.

##### Nazionale
Can Bartu è uno dei pochi ad aver giocato in nazionale in due discipline diverse: nella nazionale di pallacanestro e 26 partite, con 6 gol, nella nazionale di calcio.

### Dopo il ritiro
Soprannominato "Synior" fin da giovane, si ritirò nel 1970, divenendo un apprezzato giornalista e commentatore sportivo.
Bartu fu l'ambasciatore in Turchia della Coppa UEFA 2008-2009, la cui finale si disputò allo Stadio Fenerbahçe Şükrü Saraçoğlu di Istanbul.
Dopo lunga malattia morì in casa a 83 anni l'11 aprile 2019.

## Palmarès

### Calcio

#### Club
- Campionato turco: 4

Fenerbahçe: 1959, 1960-61, 1967-68, 1969-70